# جماعين
بلدة جماعين أو جماعيل بلدة تقع إلى الجنوب الغربي من مدينة نابلس في الضفة الغربية وتبعد عنها 16 كيلومترا. يحدها من الغرب قرى قيرة وزيتا جماعين، ومن الشمال قرى عوريف ومادما وعصيرة القبلية، ومن الشرق عينابوس، ومن الجنوب مردا.وتشتهر مدينة جماعين بالحجر الذي يعد من أفضل أنواع الحجر الموجود في العالم
تبلغ مساحة أراضي البلدة حالياً نحو 28000 دونم ومساحة البناء فيها 4200 دونم. 

## التسمية
قيل إن اسمها جماعين بالنون وقيل باللام. وقد ذكرها ياقوت الحموي في كتابه معجم البلدان باسم جمَّاعيل، وهي كما يقال محورة من جما إيل أي عين الإله بالآرامية ويقال إن سبب تسميتها كونها مكان اجتماع العلماء.
وقال عنها الحموي أيضاً: «هي بلد من جبل نابلس من أرض فلسطين». ويؤيد ما ذهب إليه الحموي في التسمية أن ليس في الكتب القديمة جميعها تقريبا وخاصة تلك التي عاصرت آل قدامة حال هجرتهم منها، أو أرخت لهم، من ذكرها باسم «جَمّاعين»، كما أن الإمام الحافظ ضياء الدين، وهو من «جَمَّاعيل», والذي أرّخ لهجرة أهله منها إلى دمشق ذكرها باسم «جَمّاعيل».
أما مصطفى مراد الدباغ فيقول في كتابه بلادنا فلسطين: "ذكرتها المصادر العربية باسم «جَمّاعيل» وهو خطأ، وصحيحها كما يلفظ أهلها "جَمّاعين" لكثرة ما ظهر فيها وفي جوارها من "جَمّاعين" للعلم.
تسمى اليوم «جَمَّاعين» وتتبع إداريا لمحافظة نابلس.

## التاريخ

### الحروب الصليبية
اشتهرت في الحروب الصليبية بعلمائها ففي كتاب المقاومة الشعبية الفلسطينية ضد الفرنجة الصليبيين (492-583هـ /1099-1187م) يقول المؤلف الدكتور سعيد عبد الله البيشاوي: "أشارت المصادر المعاصرة إلى مقتل عدد من العلماء والزهاد والفقهاء أثناء استيلاء الفرنجة على بيت المقدس عام 1099م/ 492هـ، كما أشار إلى سياسة هؤلاء الغزاة نحو علماء فلسطين، وقد بينت الدراسة أن الفرنجة عملوا على مطاردة العلماء، وأجبروهم على الهجرة خارج حدود فلسطين كما هو حال علماء "الجماعينيات" من منطقة نابلس. والجماعينيات قرى كانت تتبع مدينة جماعين، ويضيف الكاتب "لعب علماء وفقهاء فلسطين دوراً هاماً في مقاومة الفرنجة الصليبيين، وأسهموا في بث روح الحماسة لدى المقاتلين، وتحفيزهم من خلال الخطب الحاثة على الصمود والمقاومة، ومما يؤكد هذا أن بعض المصادر المعاصرة أشارت إلى مقتل أعداد كبيرة من العلماء والفقهاء والزهاد أثناء استيلاء الفرنجة على مدينة بيت المقدس عام 492هـ/ 1099م (76). وقد واصل علماء فلسطين جهودهم الهادفة إلى طرد الغزاة من بلادهم، وقد اشتهر آل قدامة سكان البلدة جماعين بالتقوى والعلم وقوة التأثير على سكان القرى المجاورة مثل مردا، والساوية، وياسوف وعوريف، إذ كان سكان هذه القرى يفدون إلى جماعين لسماع خطبهم في أيام الجمع، ومن المرجح أنهم كانوا يأتون إلى جماعين في الأعياد الدينية لسماع الوعظ والإرشاد من آل قدامة. وكانت الاجتماعات التي تعقد في جماعين بمثابة حلقات دراسية لأهل القرى المجاورة، هذا بالإضافة إلى أنهم كانوا يشجعون الناس على مقاومة الفرنجة وإعلان العصيان المدني ضدهم، من خلال تشجيع الفلاحين على ترك العمل في أراضي الفرنجة والانصراف إلى أمور الدين. ولا شك أن تحريض آل قدامة للفلاحين على ترك العمل في أراضي الفرنج كان يلقى استجابة من أهل القرى الذين كانوا يعانون الكثير من ظلم الإقطاعيين".
ويضيف الكاتب في معرض استعراضه لدور آل قدامة «ومما لا شك فيه أن الفرنجة الصليبيين قد تنبهوا لنشاطات علماء وزهاد جماعين والتحريض ضدهم، وأشار باليان ابلين صاحب إقطاع نابلس آنذاك بقتل كبير عائلة آل قدامة الشيخ أحمد بن قدامة، وعلم الشيخ بذلك عن طريق رجل يدعى ابن تسير كان يعمل كاتبا لصاحب الإقطاع، فقرر الهرب إلى دمشق، وقد تمكن من الهرب فعلا في شهر رجب سنة 551هـ/أغسطس 1156م، وكان يرافقه في رحلته إلى دمشق ثلاثة من عائلة آل قدامة».
لعل ما أبرز جماعين هو ما ظهر منها من العلماء وخاصة آل قدامة الذين هاجروا من فلسطين إلى دمشق، أثناء الاحتلال الصليبي لأرض فلسطين من منتصف القرن الخامس الهجري، وحتى نهاية القرن السادس الهجري. وقد بنوا في دمشق منطقة الصالحية، وقد كان لآل قدامة بوجهٍ عام؛ فضل خدمة القرآن الكريم والحديث الشريف والفقه، خاصة مذهب الحنابلة. كذلك اشتهرت جماعين بأنها كانت مركزا لقيادة الثورة الفلسطينية سنة 1834 ضد حكم جيوش محمد علي باشا.
عرف من رجالاتها آنذاك قاسم الأحمد وابنه الشيخ محمد الأحمد والي مُتَسَلِّمِيَّة نابلس سنة 1831. ولشهرتها نسبت إليها مجموعة القرى المجاورة وكانت تعرف باسم الجماعينيات وهي تسع وعشرين قرية، كانت تخضع لجماعين.

### السلطة الفلسطينية
وفيها سته مدارس ومدرستين حديثتين مختلطة للصفين الأساسيين الأول والثاني، عدد الطلبة حوالي 5500 طالباً وطالبة، وعدد المُدرّسين 320 مدرساً ومدرِّسة.
يوجد في المدينة ثلاث مساجد فقط هما: مسجد جماعين القديم، ومسجد ابن قدامة المقدسي، ومسجد السلام. وتم اختيار هذا الاسم لربط الماضي بالحاضر، وعلى مدخله توجد ترجمة محفورة في الحجر للشيخ موفق الدين المقدسي. ويوجد في المدينة ثلاث مزارات وهي: المزار وعلم الهدى ولم يتبق منه سوى آثار قليلة، ومقام «الشيخ محمد الزيتاوي»، كما وتوجد آثار بيت الشيخ أحمد بن قدامة المقدسي.
وتم حديثاً إعداد الدراسات والمخططات اللازمة لمشروع ضخم باسم «مركز الإمام ابن قدامة المقدسي الجمّاعيلي» والذي تقدر مساحته الإجمالية (1200 متر مربع) ومكون من أربع طبقات وفيه: مسجد ودار لتحفيظ القرآن الكريم ومكتبة عامة ومركزاً صحياً وروضة أطفال. وهي تسعى للحصول على التمويل اللازم لهذا المشروع الخيِّر. كما وجعلت اللجنة من أهدافها إقامة كلية شرعية تحمل اسم «ابن قدامة» لتدريس العلوم الشرعية. وتشتهر مدينة جمّاعين حالياً «بحجر جمّاعين الأبيض»، والذي يعد أفضل أنواع الحجر في فلسطين، ويطلق عليه (الذهب الأبيض) لما يشكله من أهمية للاقتصاد الفلسطيني. كما تشتهر بإنتاج زيت الزيتون الذي يُعد من «أجود أنواع الزيت في فلسطين»

## السكان

### أعلام جماعين
- عبد الغني المقدسي
- ضياء الدين المقدسي
- ابن قدامة